# Trieur

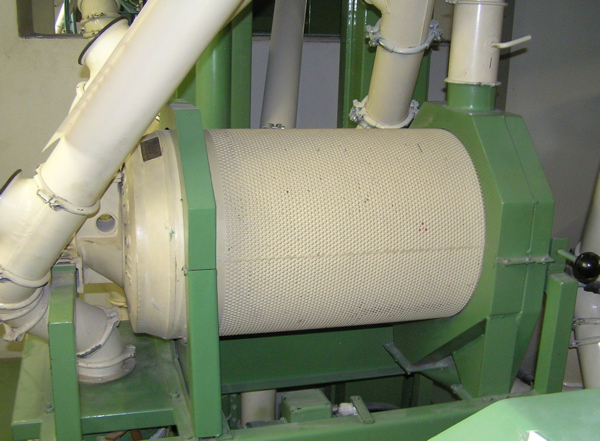
Manteltrieur

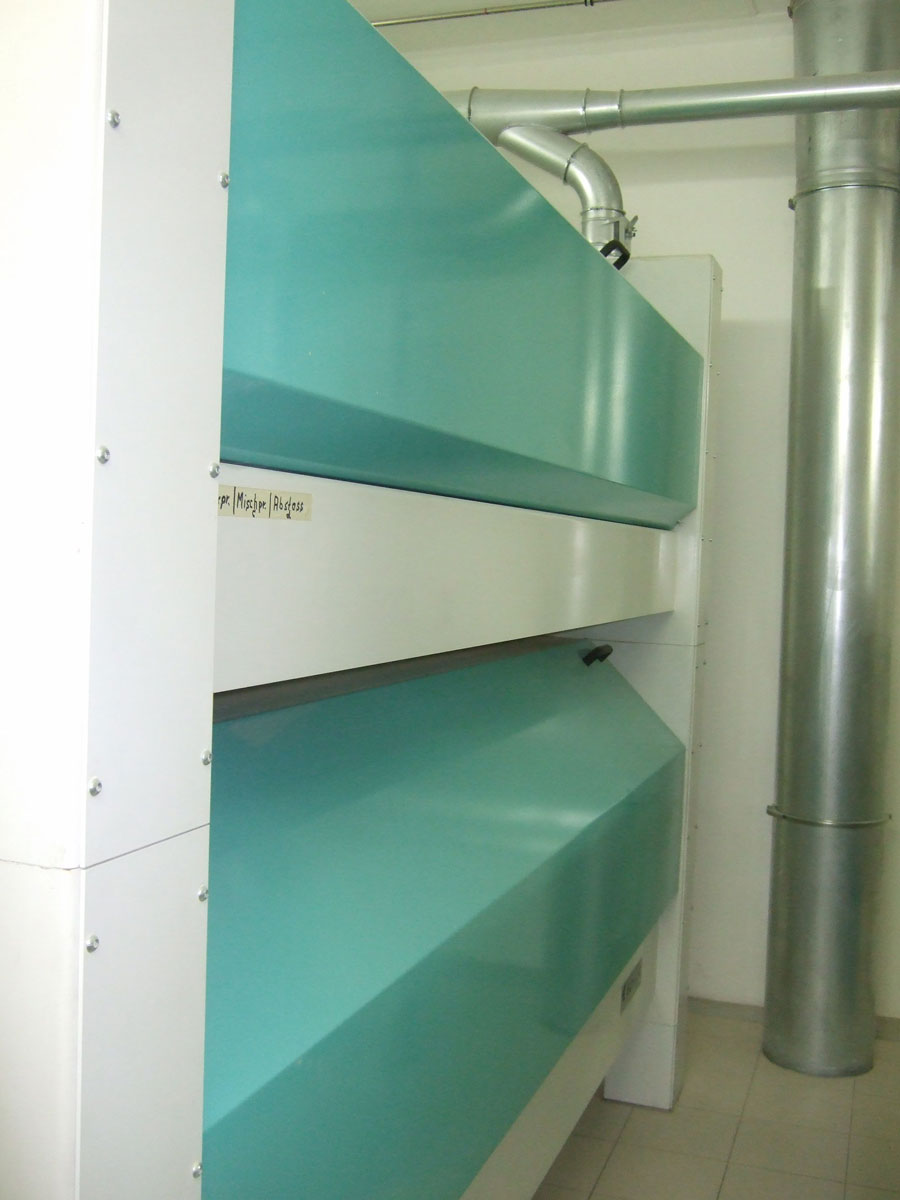
„Trieurbatterie“ in einer Getreidemühle

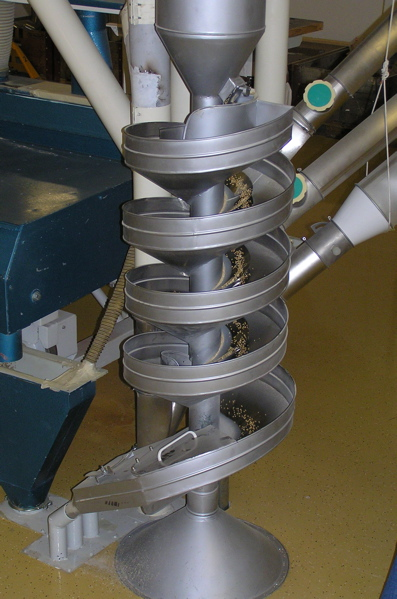
Schneckentrieur

Der Trieur (auch: Zellenausleser) ist ein Gerät zur Reinigung von Getreide. Alle Körner, die sich in der Länge vom Hauptgut unterscheiden, können so ausgelesen werden. 
Es gibt zwei unterschiedliche Konstruktionsprinzipien:
- den Manteltrieur (in Getreidemühlen am häufigsten anzutreffen)
- den Scheibentrieur

Je nach Art des auszulesenden Gutes unterscheidet man Rundkorntrieure, Langkorntrieure und Nachleser (diese haben die Aufgabe, das ausgelesene Gut nochmals und feiner zu trennen).

## Einsatz
Der Trieur wird bei der Reinigung von Saatgut und Speisegetreide (in der Mühle) eingesetzt. Der Trieur trennt nach Kornlänge. Im Rundkorntrieur werden kurze, runde (z. B. Unkraut) oder gebrochene Körner aussortiert.
Im Langkorntrieur wird Getreide ausgelesen, das länger ist (z. B. Hafer) als das Hauptprodukt (z. B. Weizen).
In modernen Mühlenbetrieben werden oftmals „Trieurbatterien“ verwendet, in denen Rundkorn-, Langkornausleser und Nachleser hintereinandergeschaltet werden, um eine möglichst scharfe Trennung von Hauptgut und Verunreinigungen zu erreichen.

## Manteltrieur
Das Funktionsprinzip des Manteltrieurs wird hier für die Rundkornauslese beschrieben. Der Trieur besteht aus einem liegenden rotierenden Zylinder aus Blech mit vielen kleinen eingeprägten „Näpfchen“. Das Getreide wird innen auf einer Seite auf den Zylinder gegeben. Die „guten“ = langen Körner kippen beim Drehen leicht aus den Näpfchen heraus und rutschen so langsam durch den Zylinder auf die andere Seite. Kurze Körner bleiben bei der Drehung länger in den Näpfchen hängen und fallen deshalb erst weiter oben aus dem Zylinder in eine zentral angeordnete Mulde. Sie werden dort getrennt aufgefangen. Die „Animierte Funktionsbeschreibung“ unter Weblinks zeigt dies sehr schön. Die Drehzahl und die Muldenneigung können je nach Verunreinigung verstellt werden.

## Schneckentrieur
Der so genannte Schneckentrieur (auch Spiraltrieur, Wendeltrieur oder Wendelrutsche genannt) ist kein Trieur im oben beschriebenen Sinn, sondern eine wendelförmige Rutsche, auf der die Produkte nach unterschiedlicher Fliehkraft (aufgrund ihrer Form und Oberflächenbeschaffenheit) getrennt werden. Je runder die Samen sind, desto weiter nach außen rollen sie in einem wendelförmig sich um eine Achse gebogenen Blech, dadurch rollen runde Wickensamen außen, während Bruchkorn im Spiraltrieur innen rutscht.
Aus diesem Grund brauchen Schneckentrieure auch keinen elektrischen Anschluss, sondern arbeiten nur mit Schwerkraft und Zentrifugalkraft.